# Raoul Hedebouw
Pour les articles homonymes, voir Hedebouw.
Raoul Hedebouw, né le 2 juillet 1977 à Liège, est un homme politique belge.
Membre du Parti du travail de Belgique (PTB-PVDA), il en est le porte-parole depuis 2008 et le président depuis 2022. Il est également conseiller communal de Liège ainsi que député fédéral depuis les élections législatives du 25 mai 2014.

## Biographie

### Jeunesse et formation
Raoul Hedebouw naît le 2 juillet 1977 à Liège et grandit à Herstal, une banlieue ouvrière de Liège. Ouvriers sidérurgistes, ses parents sont militants à la Confédération des syndicats chrétiens (CSC). Après des études secondaires à l'Athénée de Herstal, il effectue des études de botanique à l'université de Liège. Raoul Hedebouw s'exprime aussi aisément en français qu'en néerlandais.

### Parcours politique
Son engagement militant commence pendant les grèves étudiantes contre le ministre Michel Lebrun en animant le Comité herstalien étudiant (CHE). Il fait également une intervention remarquée en 1997 durant la marche multicolore pour l'emploi organisée à Clabecq par le syndicaliste Roberto D'Orazio. Il adhère ensuite au Parti du travail de Belgique (PTB) et participe à la montée en puissance de ce parti au sein du paysage politique belge.
En 2001, alors que se tient un sommet du Conseil pour les affaires économiques et financières à Liège, Raoul Hedebouw est mis sur écoute par la justice belge. Il découvre cette surveillance quelques années plus tard et gagne un procès contre l'État belge.
En 2009, il publie avec Peter Mertens, président du PTB, Priorités de gauche, aux éditions Aden.
Aux élections communales de 2012, le PTB réalise un bon score et obtient des conseillers communaux dans la plupart des grandes villes belges. À la suite de ce scrutin, Raoul Hedebouw devient conseiller communal à Liège.
Aux élections fédérales 2014, la coalition PTB-GO obtient pour la première fois de son histoire deux élus à la chambre des représentants. Raoul Hedebouw siège donc avec Marco Van Hees comme député fédéral.
Il est victime d'une agression au couteau lors d'un discours prononcé à l'occasion du 1er mai 2017,.
Il est réélu conseiller communal à Liège lors des élections de 2018.
Il est réélu lors des élections fédérales de 2019 et devient chef de groupe PTB à la Chambre.
Le 19 janvier 2022, Sofie Merckx lui succède comme cheffe de groupe PTB à la Chambre.

### Activités parlementaires
Raoul Hedebouw reverse les trois-quarts de ses 6 000 euros de rémunération de parlementaire à son parti, le PTB. Il estime anormal que les hommes politiques puissent s'enrichir et se détacher de la population grâce à leurs mandats.
Le 23 juillet 2015, Raoul Hedebouw compte parmi un petit groupe de huit députés qui s'abstiennent lors du vote sur la reconnaissance du génocide arménien. Il jugeait en effet que le texte n'allait pas assez loin dans cette reconnaissance.
Le 19 mars 2020, Raoul Hedebouw vote contre la confiance au gouvernement Wilmès II,.

### Président du PTB
Le 5 décembre 2021, Raoul Hedebouw est élu président du PTB-PVBA, après une élection dont il était le seul candidat et qu'il a remporté avec 94,1 % des voix. Il prend ses fonctions le 1er janvier 2022.
Pour le président du PTB, l'obligation vaccinale contre le Covid-19 « n'est pas la solution », car de nature à diviser la population. Il préconise les autotests gratuits et davantage de prévention.
Concernant la hausse des prix de l’énergie, Raoul Hedebouw considère qu'il faut réduire la TVA sur le gaz et l’électricité à 6 %, un chèque de 200 euros étant une mesure insuffisante.
Quant à l'âge de départ à la retraite, il pointe l'impossibilité, notamment pour les femmes, de bénéficier d'une retraite à 60 ans après 42 ans de cotisation.
Le 9 septembre 2023, il plaide pour l'établissement d'une TVA à 0 % sur la nourriture. Pour financer cette mesure, il veut supprimer les niches fiscales, en citant l’exonération de taxe sur les plus-values d’actions qui coûtent selon lui 4 milliards d’euros à l'État.

### Vendredis de la colère
Le 17 septembre 2022, lors d'une manifestation à Ostende en Belgique, le président du PTB a plaidé pour des sanctions ciblées contre Vladimir Poutine et les oligarques ainsi que pour des initiatives diplomatiques. Car selon lui, ce n'est pas Poutine qui paie les sanctions mais la classe travailleuse. « Et qu'on arrête de parler de droits de l'Homme et de guerre juste ou pas. Quand il a été question de bombarder l'Irak, l'Afghanistan, la Libye, le Yémen. Qui, parmi tous ces gens, se sont inquiétés des droits de l’Homme ? ». Raoul Hedebouw estime qu'un fort mouvement pour la paix en Europe est nécessaire pour obliger nos gouvernements à arrêter de se mettre à la remorque de l'impérialisme américain et tendre la main aux autres peuples du monde
.
Raoul Hedebouw juge insuffisantes les mesures  du gouvernement fédéral face à la hausse des prix du gaz et de l'électricité. Il compte faire entendre la voix de son parti en tenant des vendredis de la colère à partir du 30 septembre 2022. Chaque vendredi dans deux villes de Belgique, les militants du PTB demanderont aux gouvernements d'en faire plus contre la perte du pouvoir d'achat.
Il faut un blocage des prix, poursuit Hedebouw. Avant la crise le producteur d'énergie vendait son électricité 50€ le mégawatt-heure. Aujourd'hui il le vend à 450-500€ du mégawatt-heure.

## Prises de position et polémiques
En octobre 2023, dans le contexte de la guerre à Gaza depuis 2023, Raoul Hedebouw affirme que sur ces dix dernières années, Israël a été « un petit peu plus » terroriste que le Hamas. Ces propos suscitent de vives réactions sur les réseaux sociaux,. En novembre, il réclame des sanctions à l’égard d’Israël, un embargo sur les produits de consommation et la fin des accords économiques. Hedebouw rappelle qu’« Israël est un État colonial » et déclare ne pas pouvoir « mettre sur le même pied, colonisateur et colonisé ».
Le 12 novembre 2023, ses propos suscitent la polémique. Dans l’émission Les Puncheurs sur RTL, il est interrogé par Martin Buxant avec une question confondant deux choses différentes, voile intégral et abaya : « Jean-Luc Mélenchon (LFI), est favorable à l’autorisation du port du voile intégral – abaya – à l’école. Et vous ? ». Raoul Hedebouw répond ne pas avoir « de problème avec cela à partir de 8 ou 9 ans ». Plusieurs membres du MR y réagissent en confondant également voile intégral et abaya, notamment David Clarinval : « Le PTB est donc pour le port du voile intégral (abaya) à partir de 8 ou 9 ans à l’école ». Raoul Hedebouw précise par la suite avoir répondu « à la question sur l’abaya à l’école. Je suis contre le port du voile intégral »,,.

## Décoration
- Chevalier de l'ordre de Léopold (2024)[29]

## Publications
- Avec Peter Mertens, Priorité de gauche : Pistes rouges pour sortie de crise, Éditions Aden, avril 2009, 288 p. (ISBN 9782805900174)
- Première à gauche, Bruxelles, Éditions Aden, décembre 2013, 213 p. (ISBN 9782805920561)
- Fais le switch, Éditions EPO, novembre 2022, 184 p. (ISBN 9782872622283)

### Préfaces
- Marco Van Hees (préf. Raoul Hedebouw), Les riches aussi ont le droit de payer des impôts, Bruxelles, Éditions Aden, mai 2013, 158 p. (ISBN 9782805920417)